# Gladstad
Gladstad is een plaats in de Noorse gemeente Vega, provincie Nordland. Gladstad telt 290 inwoners (2007) en heeft een oppervlakte van 0,52 km².